# فيليكس غروندي ماكونيل
فيليكس غروندي ماكونيل هو محامي وسياسي أمريكي، ولد في 1 أبريل 1809 في ناشفيل في الولايات المتحدة، وتوفي في 10 سبتمبر 1846 في واشنطن العاصمة في الولايات المتحدة. نشط حزبياً في الحزب الديمقراطي. وقد انتخب عضو مجلس نواب ألاباما ‏ وانتخب عضو مجلس النواب الأمريكي ‏.